# Измерительный приёмник
Измери́тельный приёмник — радиоприёмник с нормированными метрологическими характеристиками измерения уровня и частоты радиосигналов. Основное назначение их — селективное измерение напряжения или мощности слабых сигналов, у многих современных приёмников есть также дополнительные функции, например: анализ спектра сигнала, измерение модуляции, сканирование по диапазону частот с целью выявления каналов, на которых ведется передача или для отслеживания помех. Для определения параметров радиоизлучения в пространстве, измерительный приёмник используется совместно с измерительными антеннами. От измерительных приёмников следует отличать приёмник-компаратор и приёмник сигналов точного времени, которые не измеряют параметры радиосигнала, а принимают измерительную информацию, передаваемую специальными радиостанциями.

## Применение измерительных приёмников
- Измерение уровня полезных сигналов и радиопомех
- Точное измерение частот
- Радиоконтроль и радиоразведка
- Анализ электромагнитной обстановки
- Анализ эксплуатационных характеристик сетей радиосвязи
- Отслеживание использования каналов и диапазонов частот
- Работа в составе измерительных систем в комплексе с измерительными антеннами
- Работа в составе подвижных лабораторий контроля электромагнитной совместимости

## Устройство и классификация
- Измерительные приёмники построены по принципу приёмников супергетеродинного типа, так как они должны иметь большую чувствительность и высокую селективность.
- По исполнению измерительные приёмники бывают стационарные, носимые и предназначенные для передвижных лабораторий.
- По способу обработки и представления измерительной информации приёмники разделяются на аналоговые и цифровые.

## Примеры приёмников
- П5-10 — 8,9 — 9,85 ГГц
- П5-11 — 2,85 — 3,15 ГГц
- П5-13 — 12 — 16,6 ГГц
- П5-15А — 25,8 — 37,5 ГГц
- П5-20 — 500—1000 МГц
- П5-34 — 8,24 — 12,05 ГГц
- П5-42 — 9 кГц — 1000 МГц
- UCR 3000 M — 9 кГц — 3 ГГц
- Narda STS ® PMM 9010Fast Архивная копия от 12 августа 2014 на Wayback Machine (10Гц- 18ГГц)
- Rohde&Schwarz® ESW8 / 26 / 44 Архивная копия от 18 августа 2016 на Wayback Machine (2 Гц — 8 /26,5 / 44 ГГц) Полное соответствие стандартам ГОСТ CISPR, EN, MIL-STD-461 Описание
- Rohde&Schwarz® ESR3 / 7 / 26 Архивная копия от 11 августа 2012 на Wayback Machine (10 Гц — 3,6/7/26,5 ГГц), внесен в Госреестр: 52009-12, 57971-14
- Rohde&Schwarz® ESRP3 / 7 Архивная копия от 18 августа 2016 на Wayback Machine (10 Гц — 3,6 / 7 ГГц), внесен в Госреестр: 54075-13 Описание измерений ЭМП (недоступная ссылка)
- Rohde&Schwarz® ESU8 / 26 / 40 Архивная копия от 29 июня 2012 на Wayback Machine (20 Гц — 8/26,5/40 ГГц)
- Rohde&Schwarz® ESL3 / 6 Архивная копия от 3 июня 2012 на Wayback Machine (9 кГц — 3/6 ГГц)
- Rohde&Schwarz® EB200 Архивная копия от 27 сентября 2007 на Wayback Machine (10 кГц — 3 ГГц)

- FCLE 1535 — 9 кГц … 3,25 ГГц Описание
- РИАП 1.8 — 9 кГц … 1800 МГц
- Willtek 8100 GPR — 100 кГц … 2,5 ГГц

## Основные нормируемые характеристики
- Диапазон рабочих частот
- Погрешность по частоте
- Чувствительность и Динамический диапазон
- Погрешность измерения уровня сигнала (мощности, напряжения)
- Допустимый коэффициент стоячей волны
- Полоса пропускания